# Canal Bari Doab
El canal de Bari Doab és un canal de reg a l'Índia, a la zona fronterera amb Pakistan al Panjab (antics districtes de Gurdaspur, Amritsar, i Lahore). Té origen al riu Ravi i creua la comarca anomenada Bari Doab que li dona nom, regant una superfície de 175000 hectàrees. La longitud total incloses les branques és de 595 km i hi ha 1550 km de canalons distributaris de l'aigua. El canal no es pot navegar.
Va ser inicialment una millora del canal Hasli, construït el 1633 per Ali Mardan Khan, el famós enginyer de l'emperador Shah Jahan. Després de l'ocupació de Lahore pels britànics el major Napier (després Lord Napier) va iniciar l'estudi del projecte que finalment es va fer sense aprofitar el canal Hasli. Es van crear algunes branques secundàries com la branca Kasur (subdividida en dues) i la branca Sobraon. Acaba al riu Bias i en part torna al Ravi. El canal fou iniciat el 1849/1850 i acabat deu anys després.